# کنراد موری
کنراد رابرت موری (انگلیسی: Conrad Robert Murray؛ زادهٔ ۱۹ فوریهٔ ۱۹۵۳) کاردیولوژی اهل گرنادا است. او پزشک شخصی مایکل جکسون در هنگام مرگ او در سال ۲۰۰۹ بود. موری به دلیل تجویز نادرست داروی بیهوشی که منجر به مرگ جکسون شد، به جرم قتل غیرارادی مجرم شناخته شد و پس از دو سال از حبس از چهار سال زندان که برای او صادر شده بود، آزاد شد.
او بعد از آزادی تصمیم به نوشتن کتاب گرفت.